# Эванс, Мэри Бет
Мэри Бет Эванс (англ. Mary Beth Evans; род. 7 марта 1961, Пасадина, Калифорния) — американская актриса мыльных опер. Она наиболее известна благодаря своей длительной роли Кайлы Брэди в мыльной опере NBC «Дни нашей жизни». Эту роль она начала играть в 1986 году. В 2016 году, спустя три десятилетия игры, Эванс получила свою первую Дневную премию «Эмми» за лучшую женскую роль в драматическом сериале.

## Биография
Эванс родилась в Пасадене, Калифорния. Младшая из четырёх детей.
Помимо роли в «Дни нашей жизни», она снималась в мыльных операх ABC «Главный госпиталь» и её спин-оффе «Порт Чарльз» в период между 1993—1999 годами. В 2000 году она переехала в Нью-Йорк, чтобы начать играть роль Сьерры Эстебан в мыле CBS «Как вращается мир». В 2005 году Эванс должна была начать играть роль доктора Пейдж Миллер в «Одна жизнь, чтобы жить», но в последний момент отказалась, и роль отошла к Кимберлин Браун. Вскоре она вернулась в «Дни нашей жизни» во второстепенном статусе. С 2011 года, Эванс также выпускает собственное мыло, «Бухта», которое выходит сразу в интернете. Мыло принесло ей три дневные премии «Эмми», две как продюсеру, и одну, в 2016 году, за лучшую женскую роль.

## Личная жизнь
В 1985 году вышла замуж за пластического хирурга. У них трое детей: Дэниэл (р. 1987), Кэтрин (р. 1990) и Мэтью (р. 1993).

## Избранная фильмография
- Ритуалы (1984—1985)
- Дни нашей жизни (1986—1992, 2006—2009, 2010 — настоящее время)
- Главный госпиталь (1993—1999)
- Порт Чарльз (1997—1999)
- Как вращается мир (2000—2005, 2010)
- Погоня за жизнью / Chasing Life (2014—2015) — Кэтрин Хендри